# فینال جام یوفا ۲۰۰۷
فینال جام یوفا ۲۰۰۷، رقابت پایانی جام یوفا در سال ۲۰۰۷ میلادی است که مابین دو تیم باشگاه فوتبال سویا و باشگاه فوتبال اسپانیول برگزار شده‌است.
این مسابقه که در تاریخ ۱۶ مه ۲۰۰۷ انجام شده‌است با نتیجه ۲ بر ۲ به پایان رسید. در ضربات پنالتی باشگاه فوتبال سویا با نتیجه ۳ بر ۱ به پیروزی رسید.